# Không kích Doolittle

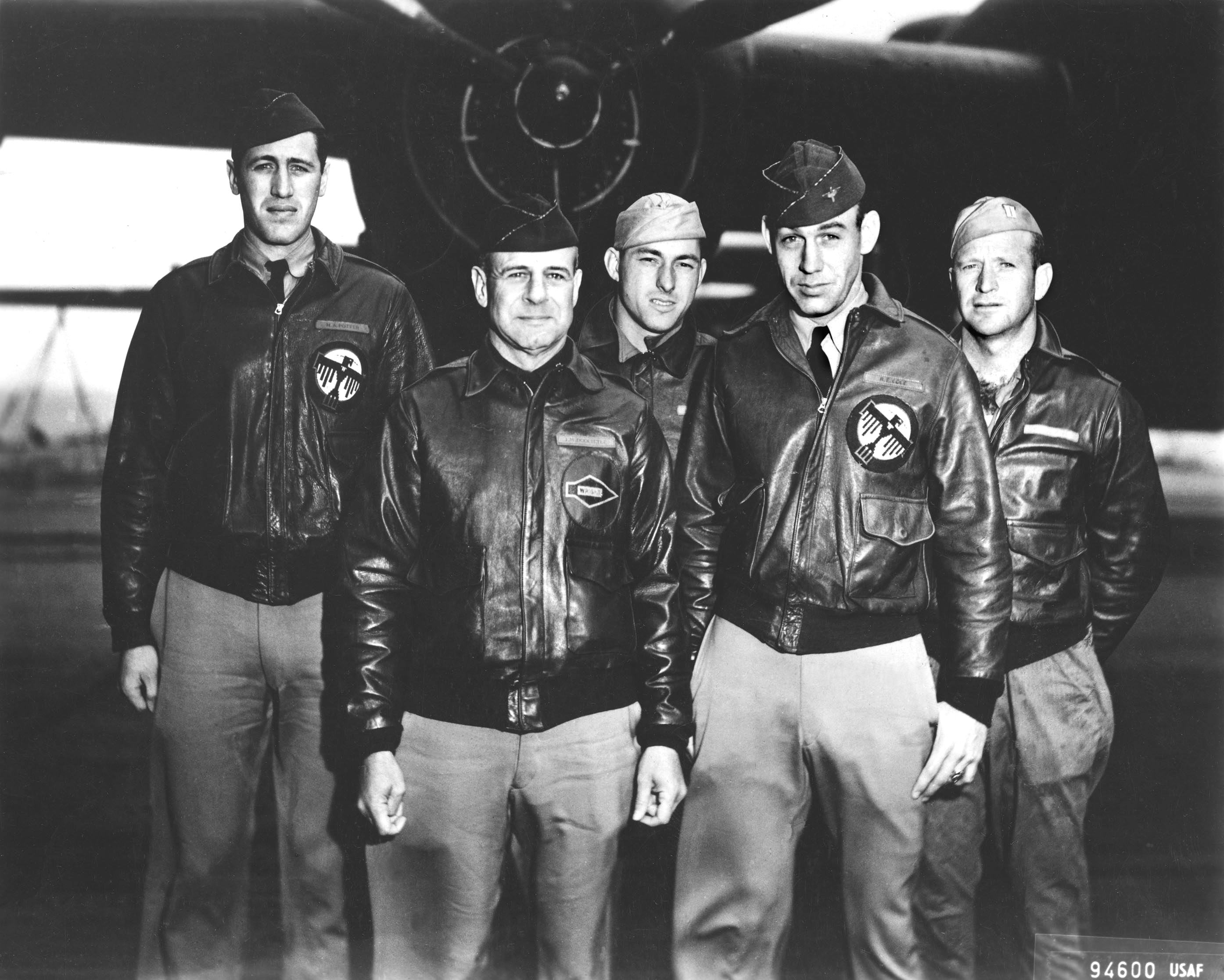
Trung tá Không quân Jimmy Doolittle (thứ hai từ bên trái) và đội bay của ông chụp ảnh trước một chiếc B-25 trên sàn đáp tàu sân bay USS Hornet

Cuộc Không kích Doolittle vào ngày 18 tháng 4 năm 1942 là cuộc không kích đầu tiên được Hoa Kỳ thực hiện nhắm vào đảo chính quốc Nhật Bản (Honshu) trong Chiến tranh Thế giới thứ hai. Nó đã chứng minh rằng Nhật Bản mong manh trước các cuộc không kích của Mỹ, và là một mưu chước để người Mỹ trả thù cho việc Nhật Bản bất ngờ tấn công Trân Châu Cảng vào ngày 7 tháng 12 năm 1941. Cuộc không kích được vạch kế hoạch và được dẫn đầu bởi Trung tá Không quân James "Jimmy" Doolittle. Doolittle sau này đã kể lại trong quyển tự truyện của ông rằng cuộc không kích được dự định khiến cho người Nhật nghi ngờ những nhà lãnh đạo của họ và cũng để xốc dậy tinh thần của người Mỹ:
Người dân Nhật đã được bảo rằng đất nước họ là bất khả xâm phạm... Một cuộc tấn công ngay chính hòn đảo nhà sẽ gây hoang mang trong tư tưởng của người dân Nhật và gieo rắc ngờ vực về sự tin cậy nơi những nhà lãnh đạo của họ.
Một lý do thứ hai, có tầm quan trọng tương đương, là khía cạnh tâm lý của cuộc tấn công này... người Mỹ đang rất cần một cú khích lệ tinh thần sau vụ Trân Châu Cảng.
Mười sáu máy bay ném bom tầm trung B-25B Mitchell của Không lực Lục quân Hoa Kỳ đã được phóng lên từ tàu sân bay Hornet của Hải quân Hoa Kỳ vốn đã tiến sâu vào vùng biển Tây Thái Bình Dương. Kế hoạch dự định cho chúng ném bom các mục tiêu quân sự tại Nhật Bản rồi tiếp tục bay về hướng Tây để hạ cánh xuống Trung Quốc, vì không thể hạ cánh một máy bay ném bom tầm trung trên chiếc Hornet. Tất cả mọi máy bay tham gia vụ ném bom này đều bị mất, và 11 thành viên của các đội bay đã tử trận hay bị bắt, và nhiều người trong số họ đã bị các đơn vị Lục quân Đế quốc Nhật Bản tại Trung Quốc giết hại. Một trong số những chiếc B-25 đã hạ cánh trên phần đất Viễn Đông của Liên Bang Xô Viết tại Vladivostok, nơi nó bị tịch thu và đội bay bị giam giữ trong hơn một năm. Toàn bộ thành viên của mười ba đội bay, và tất cả ngoại trừ một người của đội thứ mười bốn, đã có thể quay trở về Hoa Kỳ hay gia nhập các lực lượng Hoa Kỳ đang hoạt động ở nước ngoài. Cuộc không kích chỉ gây ra những thiệt hại vật chất không đáng kể cho phía Nhật Bản, nhưng nó thành công trong khía cạnh tâm lý đối với người dân Mỹ, và gieo rắc sự hoài nghi về khả năng của những nhà lãnh đạo quân sự Nhật Bản. Nó đã khiến cho Nhật Bản phải rút lực lượng tàu sân bay hùng mạnh khỏi Ấn Độ Dương để bảo vệ chính quốc; và nó cũng góp phần thúc đẩy Đô đốc Yamamoto Isoroku đi đến quyết định tấn công Midway, một trận đánh đã chuyển thành một thất bại có tính quyết định của Hải quân Đế quốc Nhật Bản gần đảo Midway tại Trung Thái Bình Dương.
Đã có đến khoảng 250.000 thường dân Trung Quốc bị thảm sát bởi Quân đội Nhật Bản tại phía Đông Trung Quốc trong các hành động trả thù.

## Huấn luyện

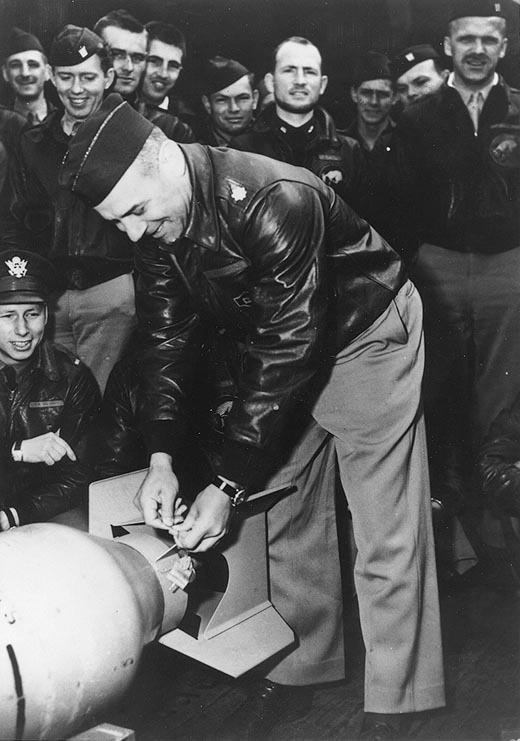
Trung tá Doolittle gắn một huy chương hữu nghị Nhật lên một quả bom để "hoàn trả" lại cho chủ nhân gốc.

## Nhiệm vụ

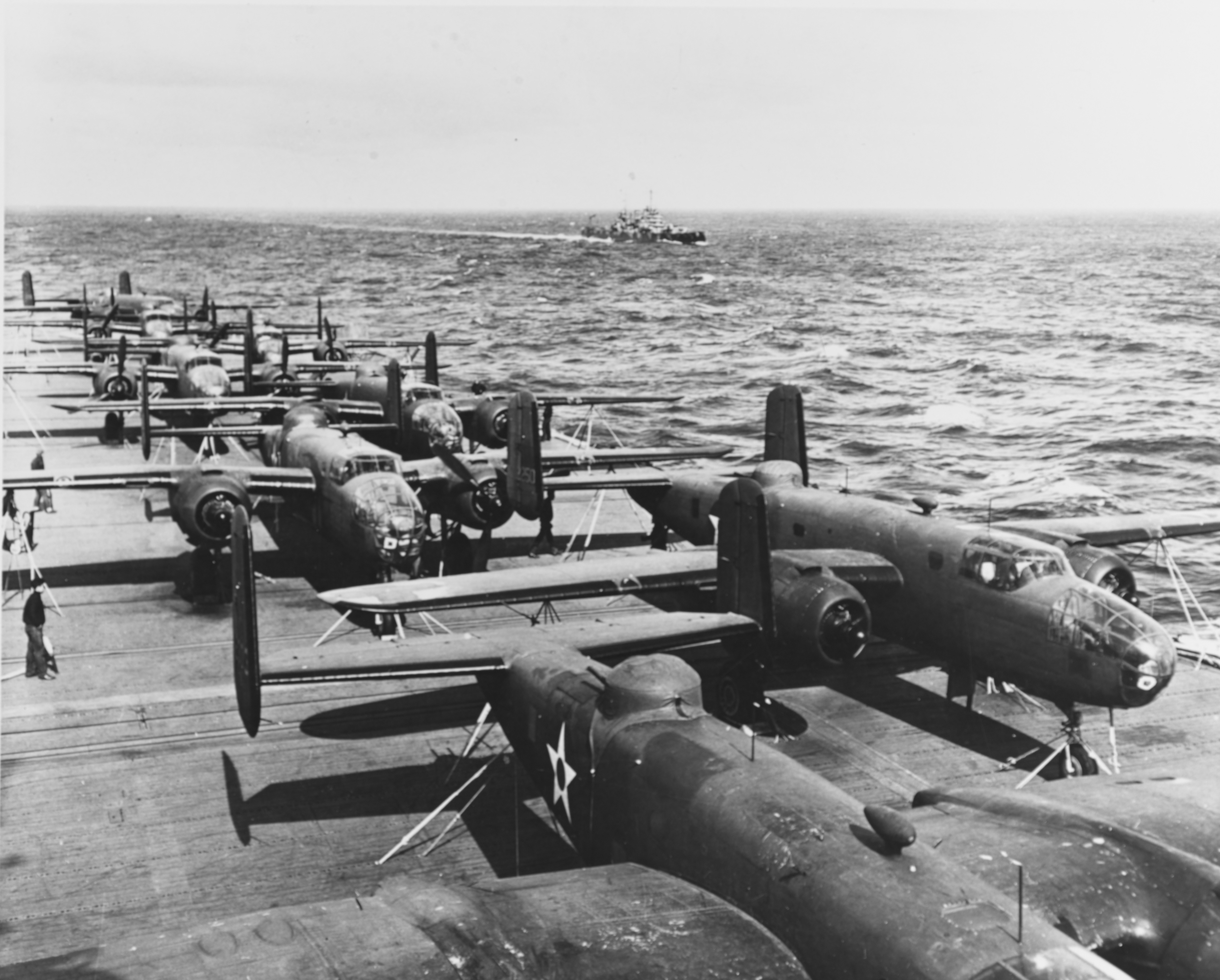
Những chiếc B-25B bên trên USS Hornet trên đường đến Nhật Bản

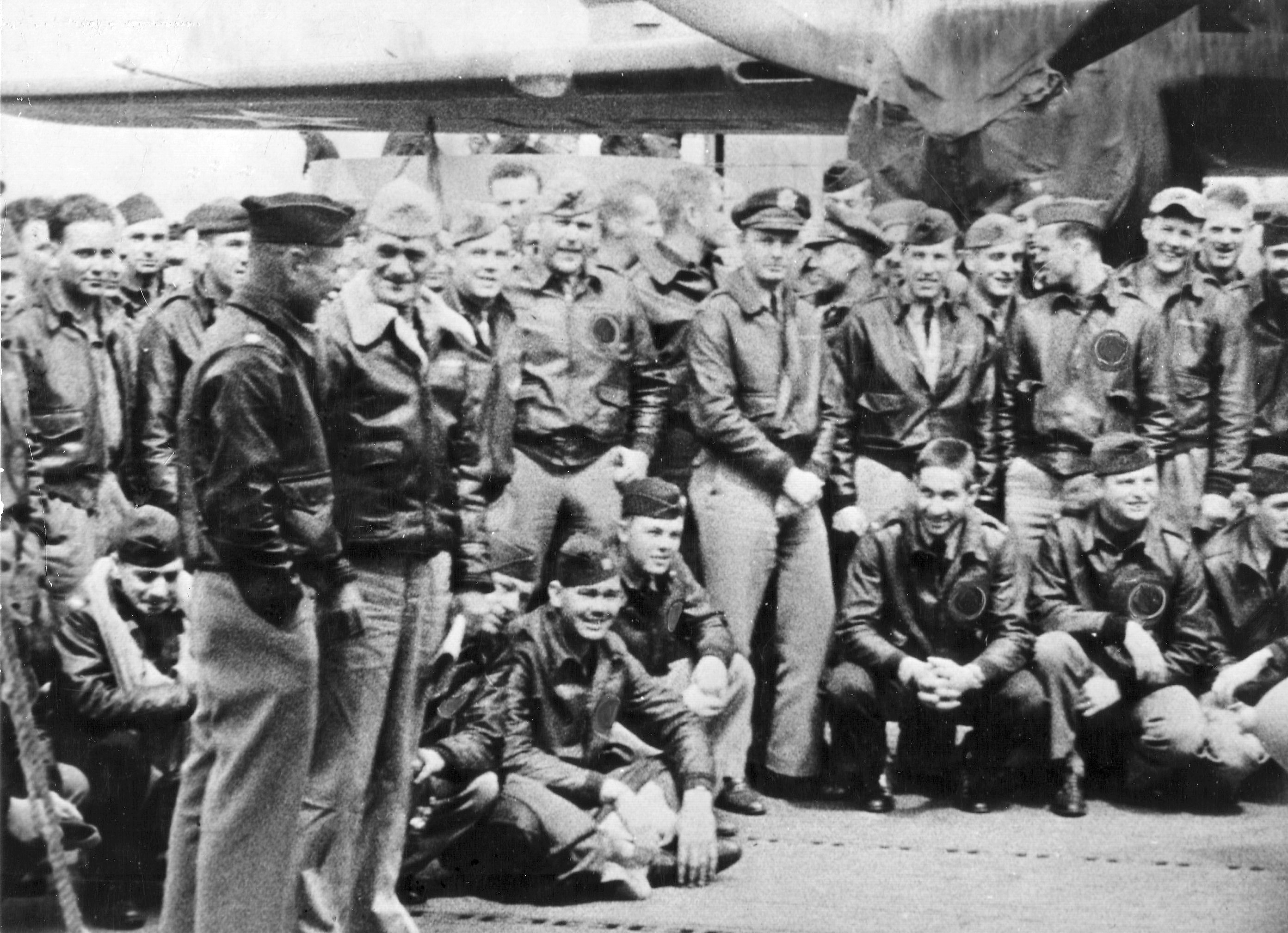
Với mệnh lệnh cầm trên tay, Đại tá Hải quân Marc A. Mitscher, thuyền trưởng USS Hornet, đang trao đổi với Trung tá James Doolittle.

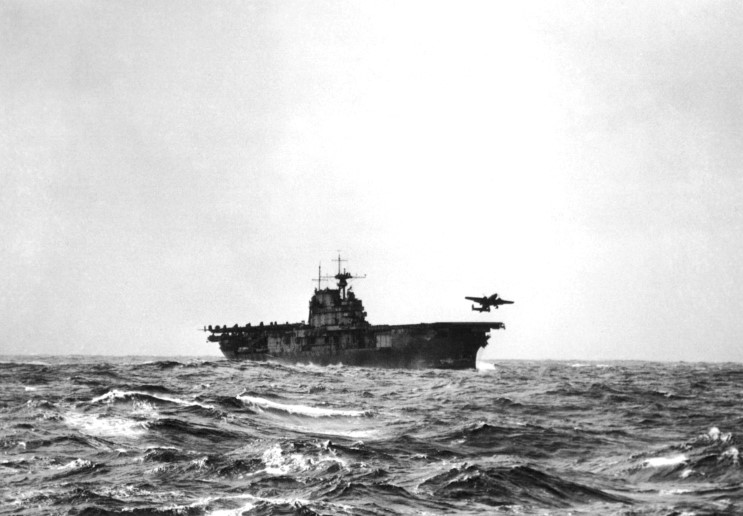
Chiếc B-25 của Doolittle đang cất cánh từ sàn đáp của USS Hornet, bắt đầu nhiệm vụ của họ đến Nhật Bản.

### Số phận các thành viên đội bay mất tích

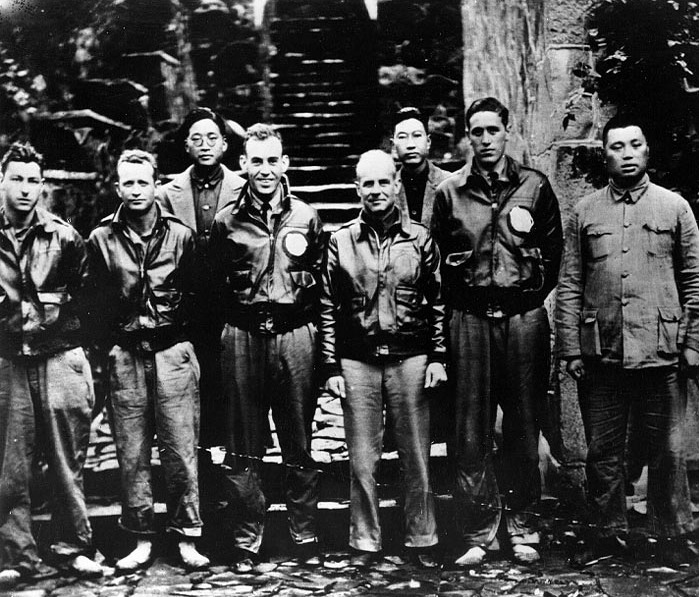
Trung tá James H. Doolittle (giữa) cùng các thành viên trong đội bay của mình cùng các sĩ quan Trung Quốc sau cuộc tấn công. Trung úy Richard Cole, đứng ngay bên phải Doolittle, hiện còn sống và từng tham dự cuộc Họp mặt Raider 2008.

## Sau chiến tranh

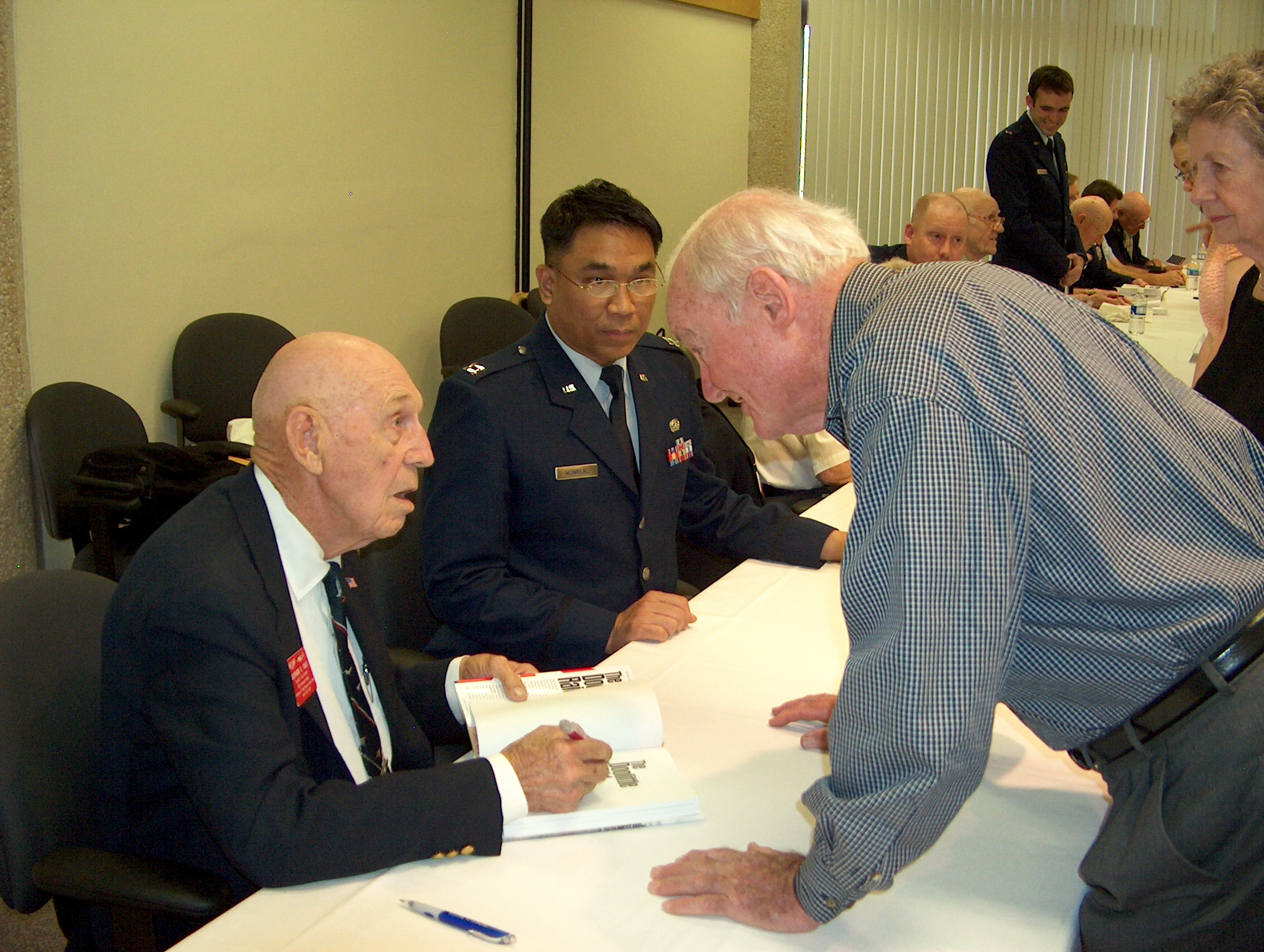
Cựu chiến binh Lục quân thời Thế Chiến II George A. McCalpin (phải) đang trao đổi với Trung tá Richard E. Cole (ngồi) về người cháu họ của mình là một thành viên Raider, Trung sĩ William 'Billy Jack' Dieter, trong buổi họp mặt lần thứ 66 tổ chức tại Trường Đại học Texas ở Dallas vào tháng 4 năm 2008.

### Trưng bày Không kích Doolittle

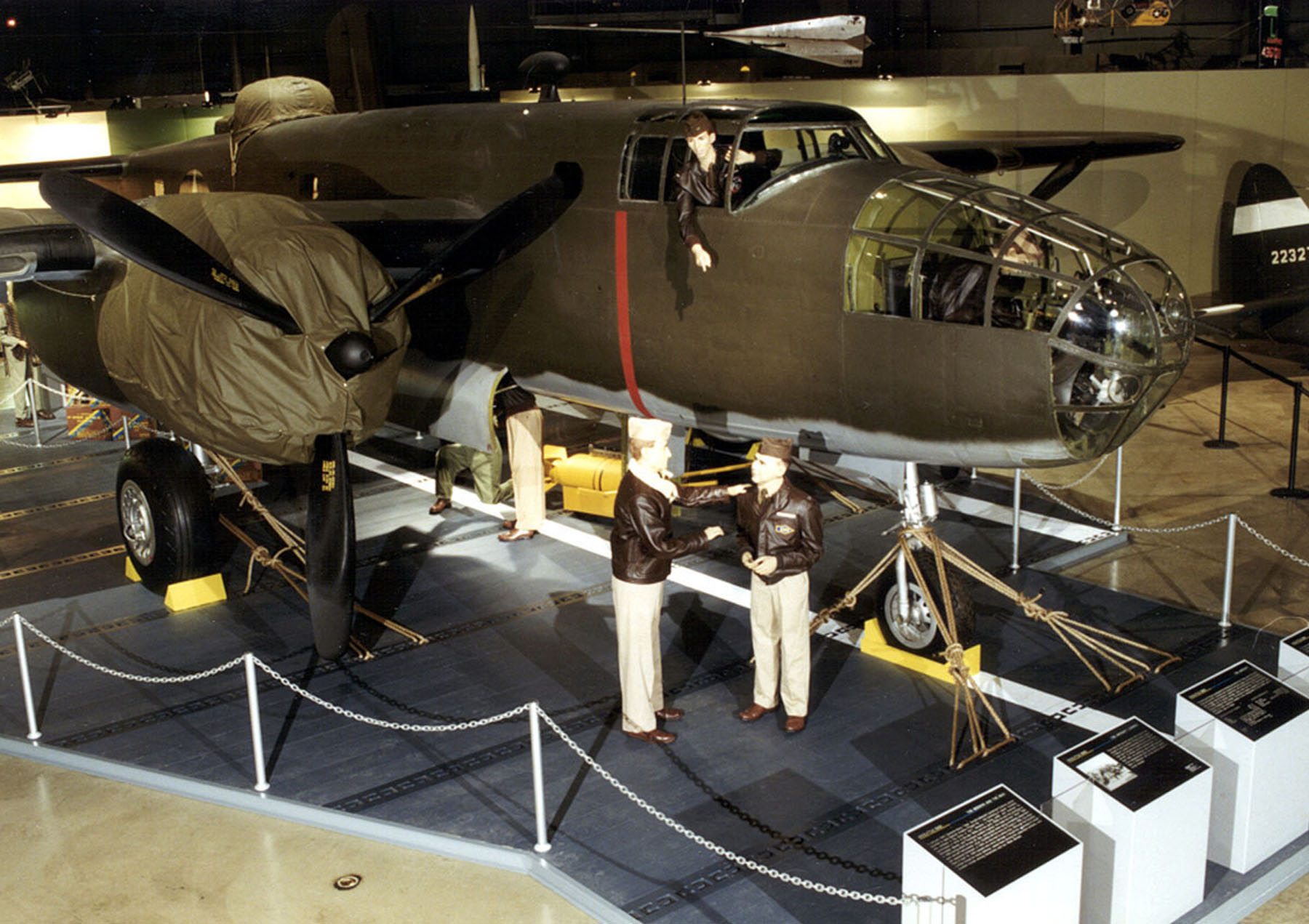
Gian trưng bày Không kích Doolittle tại Bảo tàng Quốc gia Không quân Hoa Kỳ. Tấm vải bạt che động cơ nhằm giấu đi điểm khác biệt về ống xả của động cơ trên phiên bản 'D' vốn khác với phiên bản 'B' được sử dụng trong cuộc không kích.

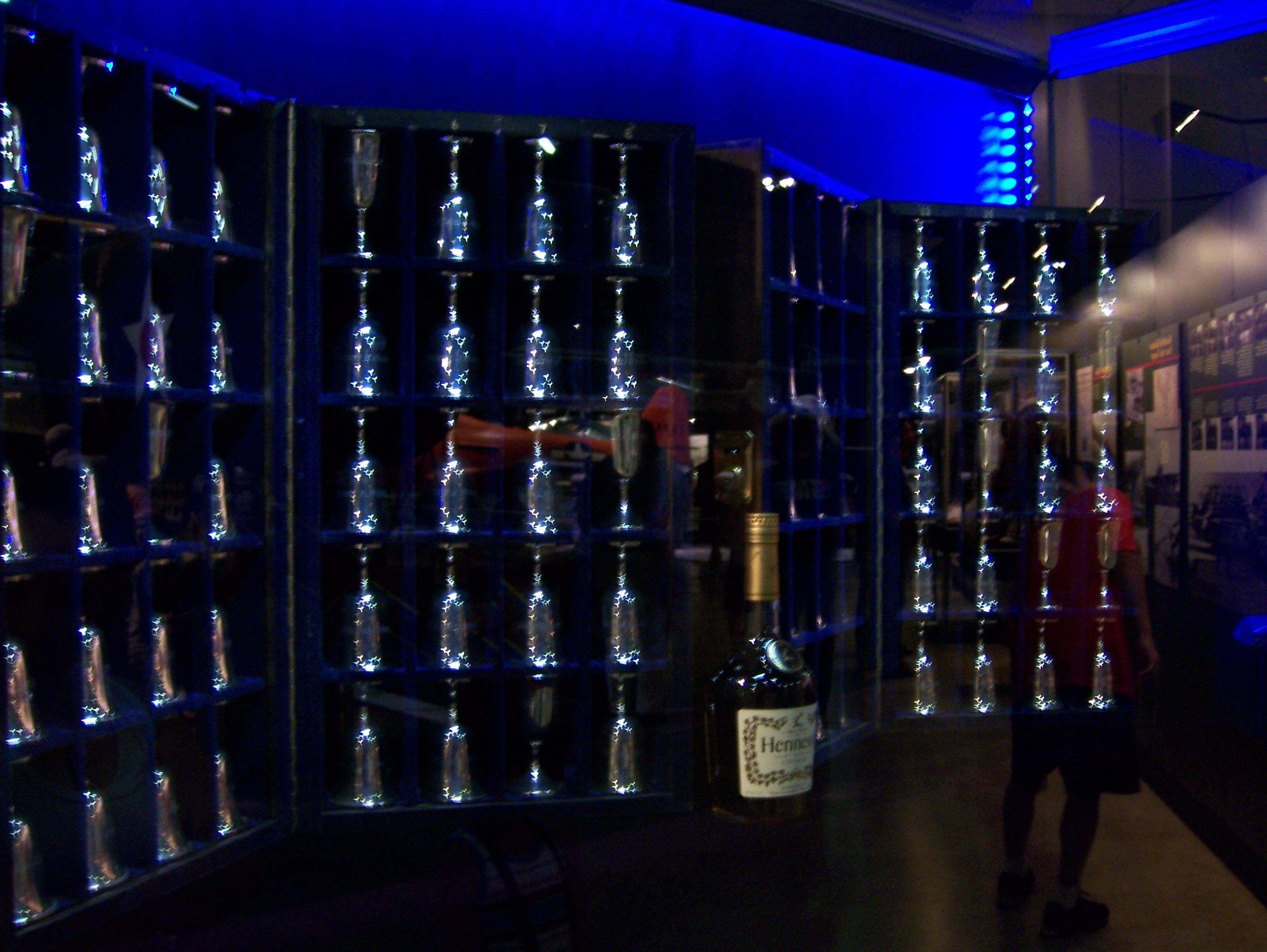
Những chiếc ly bạc của các Raider

### Tái hiện cuộc Không kích Doolittle

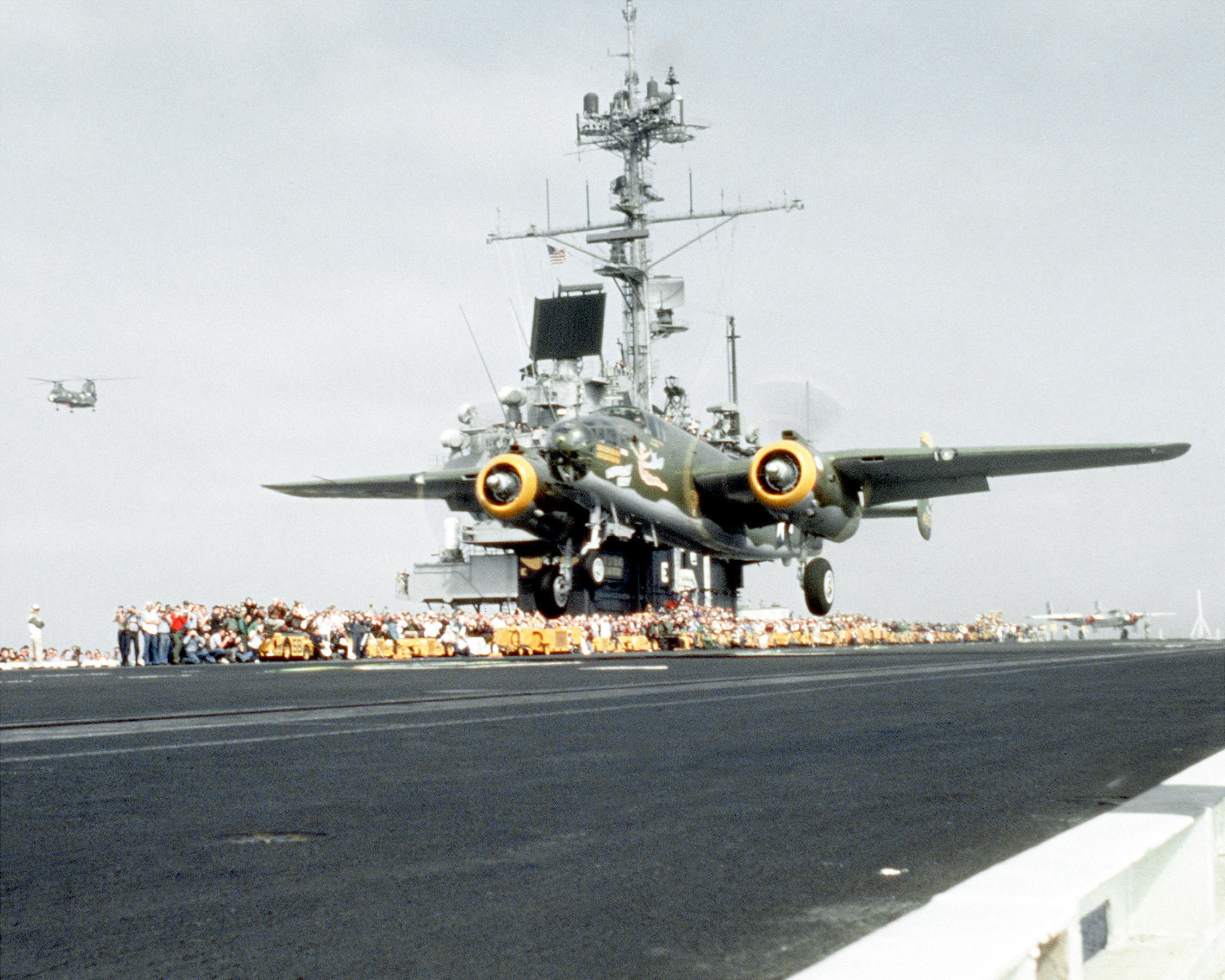
Chiếc B-25 "Heavenly Body" được phục chế thời Thế Chiến II đang cất cánh từ sàn đáp của tàu sân bay USS Ranger